# La Ceja (El Alto)
La Ceja es una de las zonas más importantes de la ciudad de El Alto en Bolivia. Equivalente al área central de cualquier ciudad, La Ceja congrega la mayoría de los edificios administrativos, comerciales y sedes de organizaciones sociales de la ciudad.

## Ubicación
Se halla a 4087 m s. n. m. en la parte este del municipio de El Alto y es colindante con la vecina ciudad de La Paz, ambos en el departamento de La Paz.

## Características

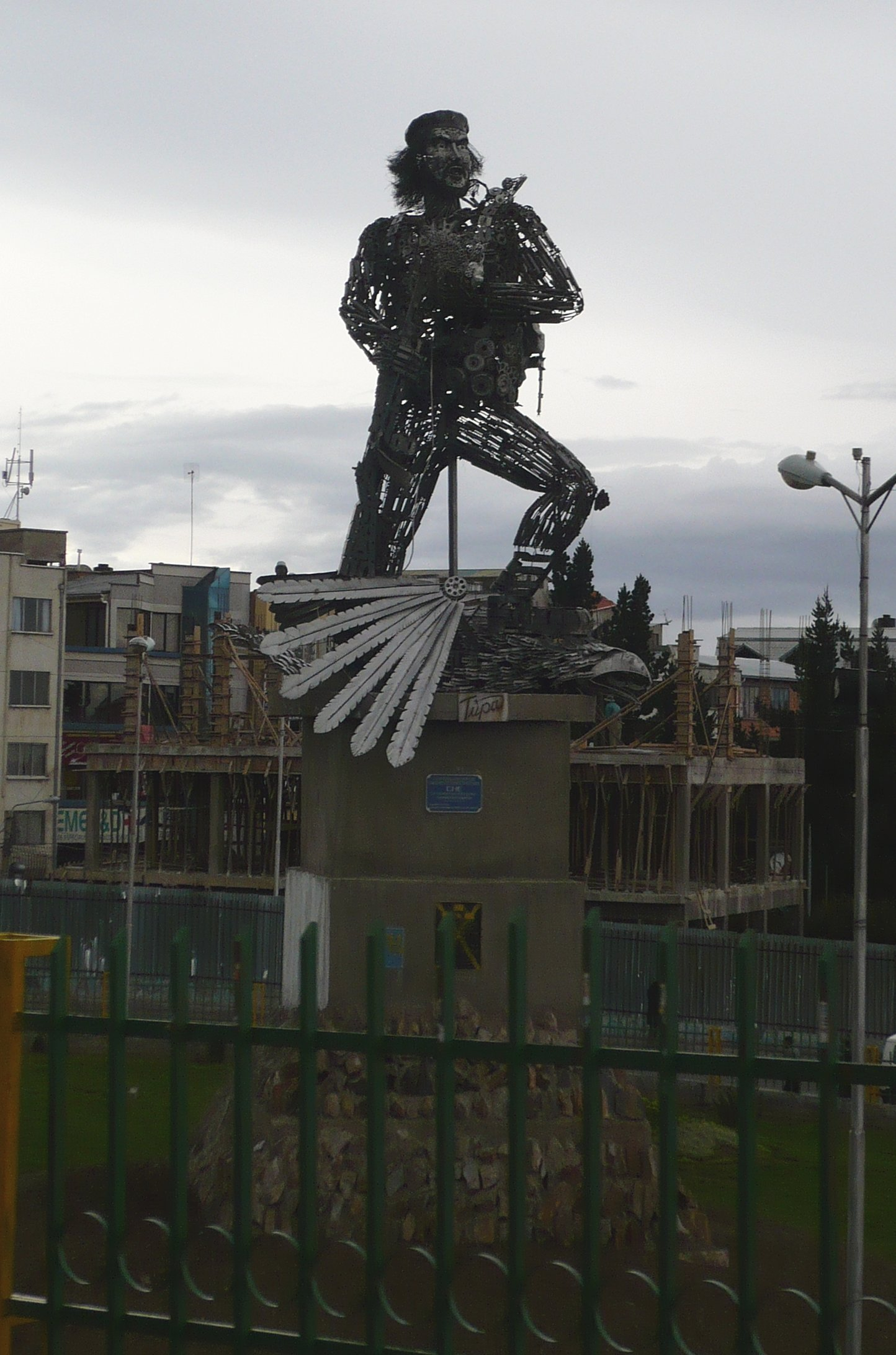
Monumento al Che Guevara ubicado en la Ceja.

Si bien no existe una delimitación  política o administrativa que defina su extensión, esta área compartida entre los barrios 16 de julio y 12 de octubre es el núcleo de la ciudad a partir del cual se desarrollan de modo radial las principales vías que estructuran la ciudad y que la conectan con los municipios vecinos de Viacha, Laja y La Paz.
La fuerte actividad comercial de la zona es su característica principal, así como su calidad de zona de trasbordo de pasajeros que realizan viajes entre las ciudades de La Paz - El Alto a través de la Autopista la que se conecta a través del nudo Vial El Che. 
En la Ceja confluyen  las avenidas Juan Pablo II que se convierte en la carretera hacia Copacabana en los límites del Municipio, la avenida 96 de marzo que se convierte en la Ruta nacional 1 y la avenida Tiahuanacu cuyo eje desemboca en el municipio vecino de Viacha.
Los principales equipamientos y servicios de El Alto se hallan en las inmediaciones de La Ceja.

### Hitos Urbanos
Algunos de los hitos urbanos más importantes del sector son:
- La Pasarela del Arquitecto.
- El Monumento al Che Guevara.
- La "Alcaldía Quemada"
- La sede de la FEJUVE de El Alto (Federación de Juntas vecinales)
- El centro comercial El Ceibo

Muchos de ellos son puntos de encuentro de los alteños y los visitantes de las ciudades vecinas

## Movimientos sociales
Al constituir la centralidad urbana de El Alto y siendo un nodo de conexión con la ciudad de La Paz, sede del gobierno del país, La Ceja se convierte en un escenario importante de manifestaciones políticas y sociales locales. Algunas de éstas manifestaciones como la Guerra del Gas 2003 revistieron hechos que cambiaron el curso de la historia en Bolivia e incluyeron acciones violentas y de enfrentamiento entre el Estado y la población durante la masacre de octubre; otras, como la manifestación metropolitana denominada El Gran Cabildo realizada en 2007, fueron expresiones políticas pacíficas de la población.

## Expresiones culturales
Por su ubicación y siendo un importante nodo de actividades urbanas, la Ceja suele ser referente en diferentes expresiones culturales, la canción "De La Ceja a la Pérez" del grupo de rock Atajo, la nombra incluyendo en la lírica el anunció que realizaban niños trabajadores(conocidos en La Paz y El Alto como voceadores) de la salida de minibuses con ese destino.  
La distopía en formato de historieta: "El Kusillo"  presenta una visión apocalíptica en la que desde los límites de la ciudad de El Alto se ha cubierto La Paz mediante una estructura de acero, esta estructura recibe el nombre de El Párpado y se inicia en La Ceja.